# Тара (будизъм)
Вижте пояснителната страница за други значения на Тара.
Тара (санскрит: तारा, тара; тиб. སྒྲོལ་མ་, дролма) или Ария Тара позната като Джецун Долма (тибетски:rje btsun sgrol ma) в тибетския будизъм е бодхисатва, който винаги се проявява в женска форма, почитан в будистките школи на Махаяна и се появява като женски буда аспект във Ваджраяна приемственостите.
Тя е известна като „майката на освобождението“, и представлява добродетелите на успеха в работата, в практиката и в реализациата. В Япония тя е известна като Тарани Босацу и е по-малко известна като Туолуо в китайския будизъм.
Тара е тантрически Идам, към което практика се използва от практикуващите тибетските школи на Ваджраяна будизма за развиване на определени вътрешни качества както и за разбирането на външните, вътрешни и тайни учения относно състраданието и пустотата. Всъщност Тара е общото название на множество буди и бодхисатви, които имат сходен аспект. Те общо и най-правилно е да се разбират като различни страни на едно и също просветлено качество, а освен това често бодхисатвите са разбирани като метафорично изразени будистки добродетели.
Най-популярните форми на Тара са:
- Зелената Тара е активната сила на състраданието
- Бялата Тара е майчинският аспект на състраданието
- Червената Тара е в свиреп аспект, който привлича всички добри неща
- Черна Тарата дарява сила
- Жълтата Тара дарява богатство и благоденствие
- Синята Тара унищожава гнева
- Читамани Тара е форма на Тара широко практикувана на нивото на Най-висшата йога тантра в школата Гелуг на тибетския будизъм, изобразявана като зелена и често в комбинация със Зелената Тара
- Кхадиравани Тара (Тара на акациевата гора), която се явява пред Нагарджуна в гората Кхадиравани в Южна Индия, понякога е причислявана за „22-ра Тара“.

„Двадесет и едната Тари“  се почитат във всички школи на тибетския будизъм. Практиката включва рицитирането всяка сутрин на текст озаглавен „Във възхвала на Двадесет и едната Тари“.
Основната мантра на Тара е една и съща за будистите и хиндуистите, по този начин: ом таре туттаре туре сваха. Тя се произнася от тибетците и будистите, които следват тибетските традиции така: ом таре ту таре туре соха.
- Статуя на Зелена Тара
- Зелена Тара
- Бяла Тара, Темпера върху платно, 20х26,5 см Эршу Отгонбаяр